# Jasmin Pal
Jasmin Pal (Innsbruck, 24 agosto 1996) è una calciatrice austriaca, portiere del Colonia e della nazionale austriaca.

## Carriera

### Club
Pal ha iniziato la sua carriera nel 2003 tesserandosi con l'SK Wilten, club di Innsbruck, città dove nasce e cresce con la famiglia, giocando nelle sue squadre giovanili miste. In seguito si sposta in altri club del capoluogo del Tirolo, in sequenza l'SV Hall, l'Innsbrucker SK e l'Innsbrucker AC, per trasferirsi infine, nel 2009, alla sua prima squadra interamente femminile, il Wacker Innsbruck, giocando nelle sue formazioni giovanili fino al 2015.
Nell'estate 2015 coglie l'occasione per disputare il suo primo campionato estero, sottoscrivendo un accordo con il Cloppenburg e andando a formare un nutrito numero di portieri in rosa con la squadra tedesca per la stagione 2015-2016, squadra che disputa il girone nord della 2. Frauen-Bundesliga, secondo livello del campionato tedesco di categoria. Il tecnico Tanja Schulte tuttavia, a causa di un infortunio occorso all'austriaca, la impiega solamente in Coppa di Germania, dove scende in campo da titolare nell'incontro del secondo turno persa 2-1 con lo Jena.
Da febbraio 2016 rientra in Austria, tornando a vestire la maglia del Wacker Innsbruck per altre tre stagioni e mezzo, frequentando nel contempo la Fußballakademie a Sankt Pölten, dove si è diplomata, e completando un apprendistato come infermiera nel 2019.
Nell'estate 2020 fa ritorno in Germania, firmando un contratto con il Sand per affiancare l'olandese Jacintha Weimar tra i pali della squadra tedesca dalla stagione entrante. Sotto la guida tecnica della svizzera Nora Häuptle fa il suo debutto in Frauen-Bundesliga il 13 settembre 2020, alla 2ª giornata di campionato, scendendo in campo da titolare nell'incontro casalingo perso 3-0 con il Friburgo, continuando il turnover con Weimar fino al ritorno in patria dell'olandese, continuando a ricevere la piena fiducia anche da Alexander Fischinger, che aveva rilevato Häuptle diventata commissario tecnico di Israele, lasciando a Manon Wahl solo altri due incontri di Bundesliga a fine stagione. Rimasta anche per il 2021-2022, pur con il cambio di panchina, ora affidata a Matthias Frieböse, la sua posizione da portiere titolare resta inattaccabile, tuttavia a causa di un nuovo pesante infortunio, la lacerazione del legamento crociato a gennaio 2022, deve disertare per lungo tempo il terreno di gioco, infortunio che le costa anche la convocazione in nazionale per l'Europeo di Inghilterra 2022.
A maggio 2022 viene annunciato il suo trasferimento al Colonia affidato per la stagione entrante a Sascha Glass, con il quale ha firmato un contratto fino all'estate 2024. Completamente ristabilitasi torna in campo, da titolare, il 28 ottobre 2022, alla 6ª giornata di campionato, nella sconfitta esterna per 2-1 con l'MSV Duisburg.